# Ponts de la Vendée
Les ponts de la Vendée sont un ensemble de deux ponts ferroviaires consécutifs qui franchissent des bras de la Loire de part et d'autre de la pointe est de l'île de Nantes (plus précisément l'ancienne île Beaulieu) à Nantes et rejoint Saint-Sébastien-sur-Loire (île Forget) au sud du fleuve, en France. Ils sont établis sur la ligne de Nantes-Orléans à Saintes. Le premier d'une longueur de 322 m franchit le bras de la Madeleine (pont de la Vendée 1) et le second d'une longueur de 255 m le bras de Pirmil (pont de la Vendée 2), le tronçon d'une centaine de mètres reliant sur l'île de Nantes les deux ouvrages d'arts traverse le parc de Beaulieu.
Il est communément appelé « pont de la Vendée » dans son ensemble.

## Situation ferroviaire
Le pont de la Vendée 1 est situé entre les points kilométriques (PK) 1,909 et 2,231 de la ligne de Nantes-Orléans à Saintes, tandis que le pont de la Vendée 2 est situé entre les PK 2,343 et 2,588 de la même ligne.
L'altitude de la voie est de 13 m sur les deux ouvrages.

## Historique
L'ensemble des deux ouvrages et des tronçons appuyés sur les îles Beaulieu et Forget, appelé « pont de la Vendée », était considéré comme le plus long pont d'Europe à sa construction, achevée en 1866. La réalisation en a été confiée à Ernest Goüin et Cie (Société de construction des Batignolles), dont c'était le premier pont non-métallique. Les piles des ponts ont été fixées en utilisant soit la technique du fonçage (basée sur le creusement de puits), empruntée à l'industrie minière, soit la technique des caissons à air comprimé.
Les ouvrages sont détruits partiellement lors de la Seconde Guerre mondiale, notamment le 7 juin 1944, par des bombardements américains qui touchent également les agglomérations voisines, ; ils sont reconstruits à l'identique.